# Funchais
O lugar de Funchais é um povoado português que pertence ao concelho de Santa Cruz da Graciosa, ilha Graciosa, Açores.

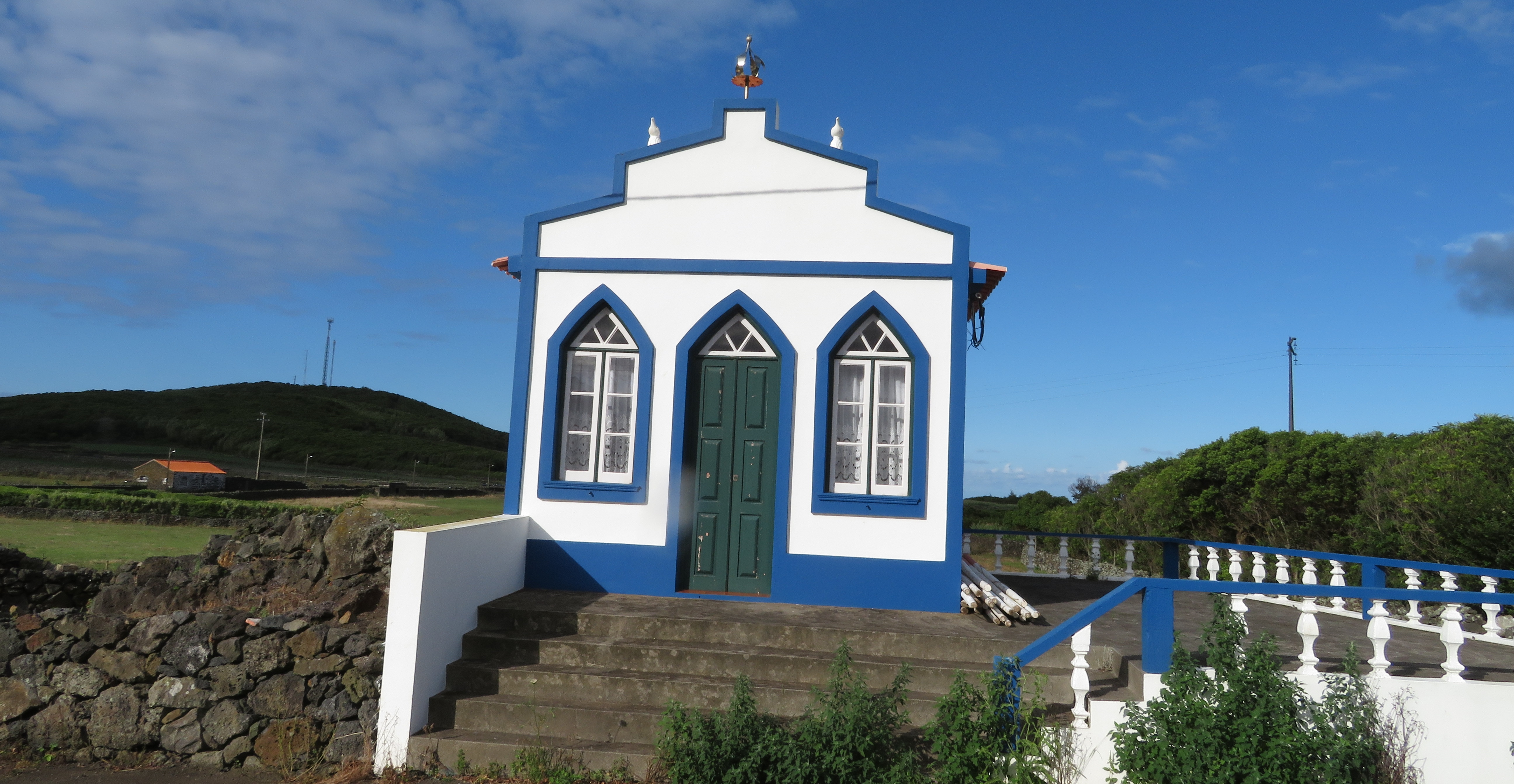
Império do Espírito Santo, Funchais.

O lugar possui um Império do Espírito Santo.